# 岙依语
岙依语是老挝南部阿速坡省一种南亚语系方言连续体。主要方言是标准岙依语，有约1.1万使用者，其中80%是单语的。Jeng(Cheng)族使用相同语言，但是不同民族 (Sidwell 2003)。使用者信仰传统宗教。

## 分布
岙依语分布在下列地点(Sidwell 2003:26)：
- Ban Sok，阿速坡以北40km
- Ban Lagnao，阿速坡西北10km
- Ban Inthi，阿速坡西南25km；使用者认为自己是在约80年前从布拉万高原迁来。
- Ban Mai，布拉万高原南坡
- Ban Champao，布拉万高原南坡
- 萨潘森林，直到坎波河

Jeng主要生活在塞卡曼河河岸和Ban Fandeng(Phandɛŋ)周边。